# Ottmar Elliger

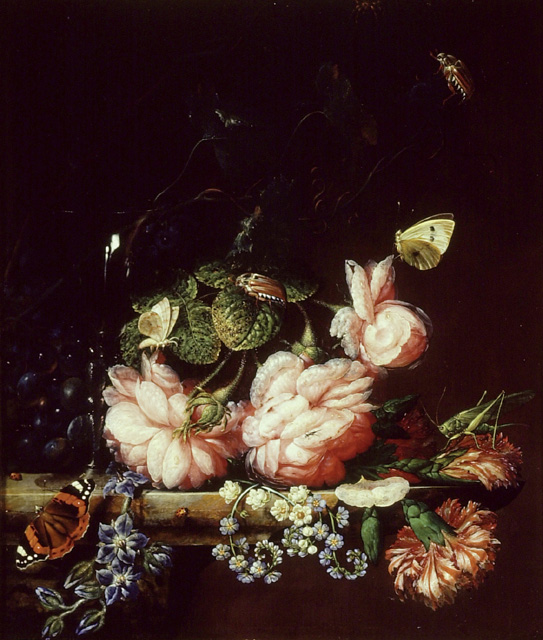
Blommor på en stenskiva, omkring 1686.

Ottmar Elliger, född 8 september 1633, i Köpenhamn, död 1679, var en tysk-svensk konstnär.
Ottmar Elligers far skall ha varit läkare i Antwerpen, där sonen antogs till elev hos Daniel Seghers. I sina figurscener visar han sig också påverkad av Cornelis van Poelenburgh. En tid levde Elliger i Amsterdam och från 1666 i Hamburg. År 1670 blev han kallad till hovmålare i Berlin, där han sedan var verksam. Elligers egentliga område är stillebenmåleriet, frukt- och blomsterstycken och dylikt. Han målade med yttersta noggrannhet och även med en viss färgkänsla, men detaljerat och hårt. 
På Nationalmuseum finns ett fruktstycke samt en Vas och frukter, signerade 1664 respektive 1670. På Göteborgs konstmuseum finns fyra bilder, ett "Blomsterstycke" med en grupp figurer i mitten efter Rubens, är signerad 1656. Bland konstsamlingarna på Finspångs slott finns en Badande kvinnor, signerad 1667. I preussiska slott finns några porträtt av Elliger. Han finns i övrigt företrädd i museer i Hamburg, Schwerin och Dresden.
Sonen Ottmar Elliger den yngre, liksom sonsonen Antoni Elliger, blev konstnärer.